# エディリシンゲ・セナナヤケ
エディリシンゲ・ムディヤンセラゲ "E. M." セナナヤケ(Edirisinghe Mudiyanselage "E. M." Senanayake、1970年2月14日 - )は、スリランカの軍人(軍曹)、射撃選手。中部州キャンディのウドゥドゥンバラ近くの僻村ハンダナパワの中流階級の家出身。1998年に結婚しており、2人の息子がいる。

## 経歴
学生時代はMorayaya Sangabodhi Vidyalayaへと通っていたが射撃は行っておらず、短距離走りや高跳びを行っていたと。勉強もスポーツもそれほど得意ではなかったが、軍に入りたいという意志は強く持っていた。軍の入隊時には彼の家族は強く反対したものの、彼の強い意志に負け入隊を認めた。
1990年3月23日より軍のトレーニングセンターで訓練を受けた。1990年6月6日よりスリランカシンハ連隊 (Sri Lanka Sinha Regiment) に所属し、7年間軍の戦前でたたかった。その後はコロンボへと戻り、軍の射撃学校へと入団した。このとき彼の才能を見出したダヤ・ラジャシンゲ大佐 (Nadeeka Lakmali) は1988年のソウルオリンピックに射撃競技の代表として出場している。
国内選手権では1999年、2001年から2007年の8回の優勝を誇っており50mのフリーとエアピストルの国内記録も保持している。2006年にはオーストラリアのメルボルンで開催された2006年コモンウェルスゲームズに出場した。
2008年には北京オリンピックへの出場が決まり、スリランカとしては5人目のオリンピック射撃選手で初のピストル競技に出場する選手となった。北京オリンピックには軍からは2人の選手が出場しており、もう1人はやり投げのナディーカ・ラクマリ (Nadeeka Lakmali) であった。競技では男子10mエアライフルで47位、50mのエアライフルでは35位に終わった。